# Malinovac
Malinovac  je naselje u Hrvatskoj, regiji Slavoniji u Osječko-baranjskoj županiji i pripada općini Magadenovac.

## Zemljopisni položaj
Malinovac se nalazi na 96 metara nadmorske visine u nizini istočnohrvatske ravnice. Selo se nalazi na državnoj cesti D53 Našice  - Donji Miholjac. Susjedna naselja: sjeverno Beničanci, sjeverozapadno Kućanci. Južno od naselja nalazi se šumski kompleks bogat naftno- plinskim bušotinama. Pripadajući poštanski broj je 31542 Magadenovac, telefonski pozivni 031 i registarska pločica vozila NA (Našice). Površina katastarske jedinice naselja Malinovac je 7,12 km2.

## Povijest
Malinovac je najmanje naselje u Općini Magadenovac. Naselje se nalazi između staroga i novoga korita rijeke Vučice. Usmenom predajom starijih stanovnika zabilježeno da je selo dobio naziv jer su potkućnice za gradnju kuća kupovale za "mali novac".

## Stanovništvo
| broj stanovnika |       |       |       |       |       |       |       |       | 159   | 167   | 175   | 185   | 126   | 124   | 112   | 92    | 91    |
|                 | 1857. | 1869. | 1880. | 1890. | 1900. | 1910. | 1921. | 1931. | 1948. | 1953. | 1961. | 1971. | 1981. | 1991. | 2001. | 2011. | 2021. |

Iskazivano od 1948. do 1961. kao dio naselja, a od 1971. kao samostalno naselje nastalo izdvajanjem dijela iz naselja Beničanci. U 1971. sadrži dio podataka za naselja Beničanci i Kućanci.

## Crkva
U selu se nalazi rimokatolička crkva Gospe Snježne koja pripada katoličkoj župi Sv. Grgura Velikog Pape u Šljivoševcima i donjomiholjačkom dekanatu Đakovačko-osječke nadbiskupije. Crkveni god ili kirvaj slavi se 5. kolovoza. Izgradnja je počela 2012., a dovršena je 2016. kad ju je blagoslovio nadbiskup u miru msgr. Marin Srakić.

## Ostalo
- Univerzalna sportska škola "Unimag" Malinovac
- Udruga mladeži "B&M" Beničanci - Malinovac

## Vanjska poveznica
- http://www.magadenovac.hr/
- http://www.glas-slavonije.hr/